# Pichi Pellahuén
Pichi Pellahuén (del mapudungun: planta pequeña a orilla del río) es una localidad de la comuna chilena de Lumaco, en la provincia de Malleco, al norte de la Región de la Araucanía. Es junto a Capitán Pastene y al poblado de Lumaco (cabecera), uno de los tres núcleos urbanos comunales y el de menor tamaño.

## Historia
La localidad de Pichi Pellahuén tiene sus orígenes con la llegada de colonos de origen criollo el 17 de diciembre de 1887, quienes realizaron las labores de desarrollo urbano de la localidad, como la creación de caminos y la edificación de las primeras viviendas, además del comercio de productos básicos. Los colonos, mayoritariamente de origen campesino y de nacionalidad chilena en una época donde al mismo tiempo se realizaba la colonización europea de la Araucanía en la zona, provenían de los sectores rurales aledaños, principalmente del actual área comunal de Lumaco, como también de Contulmo, Traiguén y de las cercanías de Capitán Pastene. A fines del siglo XIX se estableció en la localidad un grupo de misioneros anglicanos enviados por la Sociedad Misionera de América del Sur y además contaron con el apoyo del pastor luterano de origen suizo, Arnoldo Leutwyler. Estos misioneros fueron los pioneros en preocuparse de la educación y la alfabetización de los habitantes locales, tanto chilenos pero también con especial énfasis en las comunidades mapuche. La Iglesia Anglicana de San Felipe de Pichi Pillahuén es un templo anglicano sede del Arcedianato de Pichi-Pellahuén, del cual dependen otros cinco templos de dicha denominación cristiana ubicados en el sector y pertenecientes a la Iglesia Anglicana de Chile (IACH).
Desde 2017 se celebra anualmente durante la primera quincena de agosto la Fiesta del Carbón de Pichi Pellahuén, donde se expone la actividad de producción artesanal del carbón vegetal junto a otras costumbres y tradiciones campesinas locales.

## Transporte
La Ruta R-644 permite conectar Pichi Pellahuén con la localidad de Los Laureles y así llegar a la Ruta R-90-P, la cual une con Capitán Pastene hacia el oriente y con la localidad de Quidico, en la Provincia de Arauco, hacia el poniente. 
La Balsa de Rapanilahue es una embarcación que atraviesa el río Lumaco y permite conectar a Pichi Pellahuén con la comuna de Galvarino.